# 郭敬 (十六国)
郭敬，五胡十六国时期後趙官员，字季子，太原郡鄔县（今山西省介休县东北）人。
他本是鄔县的农民。武沟北原有一个叫石勒的羯族人，周围的父老及相者认为他性格志向不凡。他们劝本县人善待石勒，但大多数人只是笑而不语。但郭敬同意，于是在经济上支持石勒。石勒觉得亏欠他，就以力耕来报答他。
302年至303年，并州发生饥荒，石勒背井离乡作为難民流亡。石勒路遇郭敬，因久未进食，含泪诉说自己饥寒交迫的困境。郭敬对之流涕，把自己的钱财、随身携带的食物、衣服给了他。这段时间，他开始照顾石勒一家人。石勒对郭敬说道：“现在大饥荒，很多穷人都被遗弃，但诸胡的饥荒尤其严重。”我们正在考虑将他们带到冀州吃粮食，再把他们出卖。这样，都可以在饥饿中生存。”郭敬对此表示支持。
并州刺史司馬騰俘虏胡人，卖到山东筹措军费，石勒也被俘虏。司馬騰部下張隆殴打辱骂石勒。郭敬心疼石勒，于是让族兄郭陽、兄子郭時照顾石勒。郭陽等人再三嘱咐張隆不要打人，得以保护石勒，并给他食物和药品。郭敬跟随乞活（流民集团），与青州刺史李惲一起进入苑乡。
313年四月，石勒攻入苑乡，在上白城击败李惲。石勒想要活埋投降的士兵，得知其中一人就是他以前的恩人郭敬。石勒走近郭敬，在马上问道：“你不是郭季子吗？”郭敬叩頭回答。石勒当即下马，拉着郭敬的手，含泪道：“今日我们能重逢，也是天意。” 他命令部下将衣服和马匹送给郭敬，并任命他为上将军，赦免所有投降的士兵，将他们归为郭敬麾下。
郭敬被任命为荆州監軍，镇守樊城。330年九月，与南蛮校尉董幼一起進攻襄陽。東晋南中郎将周撫担任監沔北軍事镇守襄陽。石勒下敕书让郭敬退到樊城，“把城里的旗帜全部藏起来，假装无人，七八天，騎兵大軍就到了。一旦如此，敌军难逃脱。” 郭敬还让人在河边给马洗澡，等洗完之后又从头开始，日夜不停，显得马很多。间谍回来后，将此事报告给周撫。周撫以为石勒主力已经到来，惊慌失措，逃往武昌。郭敬軍入襄陽，河南流民全部归属後趙。郭敬并没有强迫士兵去掠夺，百姓才松了口气。東晋平北将軍魏該之弟魏程带着他的士兵，打开石城，投降了郭敬。郭敬毁坏了襄陽城，迁徙百姓到沔北，固守樊城。郭敬以功績被任命为荊州刺史。
郭敬撤军留在樊城时，东晋军队又重新进入襄阳城。332年四月，郭敬再次攻打襄阳，攻克襄阳，留下驻军而回。
七月，郭敬南攻江西，東晋太尉陶侃派遣其子平西参軍陶斌与南中郎将桓宣乘虚攻打樊城，攻至城下，百姓被掳。郭敬还兵救援樊城，在涅水追上桓宣軍，与他们交战。郭敬前軍大敗，桓宣軍也兵马死傷大半，尽取所掠而止。陶侃兄子陶臻、竟陵郡太守李陽攻克新野。郭敬于是撤退。